# トニー・コニグリアロ賞
トニー・コニグリアロ賞（トニー・コニグリアロしょう、Tony Conigliaro Award）は、メジャーリーグベースボールの賞のひとつ。
1990年に制定され、難病や逆境を克服した選手に贈られる。年に1人表彰（2000年と2001年は2人）。顔面死球から奇跡的に復帰したメジャーリーガー、トニー・コニグリアロに由来する。

## 受賞者一覧
| 年度 | 選手                       | 所属球団（受賞当時）         |
| ---- | -------------------------- | ---------------------------- |
| 1990 | ジム・アイゼンライク       | カンザスシティ・ロイヤルズ   |
| 1991 | ディッキー・ソン           | フィラデルフィア・フィリーズ |
| 1992 | ジム・アボット             | カリフォルニア・エンゼルス   |
| 1993 | ボー・ジャクソン           | シカゴ・ホワイトソックス     |
| 1994 | マーク・ライター           | カリフォルニア・エンゼルス   |
| 1995 | スコット・ラディンスキー   | シカゴ・ホワイトソックス     |
| 1996 | カーティス・プライド       | モントリオール・エクスポズ   |
| 1997 | エリック・デービス         | ボルチモア・オリオールズ     |
| 1998 | ブレット・セイバーヘイゲン | ボストン・レッドソックス     |
| 1999 | マイク・ローウェル         | フロリダ・マーリンズ         |
| 2000 | ケント・マーカー           | アナハイム・エンゼルス       |
| 2000 | トニー・ソーンダース       | タンパベイ・デビルレイズ     |
| 2001 | グレアム・ロイド           | モントリオール・エクスポズ   |
| 2001 | ジェイソン・ジョンソン     | ボルチモア・オリオールズ     |
| 2002 | ホセ・リーホ               | シンシナティ・レッズ         |
| 2003 | ジム・マシーア             | オークランド・アスレチックス |
| 2004 | デウォン・ブラゼルトン     | タンパベイ・デビルレイズ     |
| 2005 | アーロン・クック           | コロラド・ロッキーズ         |
| 2006 | フレディ・サンチェス       | ピッツバーグ・パイレーツ     |
| 2007 | ジョン・レスター           | ボストン・レッドソックス     |
| 2008 | ロッコ・バルデッリ         | タンパベイ・レイズ           |
| 2009 | クリス・カーペンター       | セントルイス・カージナルス   |
| 2010 | ホアキン・ベノワ           | タンパベイ・レイズ           |
| 2011 | トニー・カンパーナ         | シカゴ・カブス               |
| 2012 | R.A.ディッキー             | ニューヨーク・メッツ         |
| 2013 | ジョン・ラッキー           | ボストン・レッドソックス     |
| 2014 | ウィルソン・ラモス         | ワシントン・ナショナルズ     |
| 2015 | ミッチ・ハリス             | セントルイス・カージナルス   |
| 2016 | ヤンガービス・ソラーテ     | サンディエゴ・パドレス       |
| 2017 | チャド・ベティス           | コロラド・ロッキーズ         |
| 2018 | スティーブン・ピスコッティ | オークランド・アスレチックス |
| 2019 | リッチ・ヒル               | ロサンゼルス・ドジャース     |
| 2020 | ダニエル・バード           | コロラド・ロッキーズ         |
| 2021 | トレイ・マンシーニ         | ボルチモア・オリオールズ     |
| 2022 | ホセ・クアス               | カンザスシティ・ロイヤルズ   |
| 2023 | リアム・ヘンドリクス       | シカゴ・ホワイトソックス     |